# Distretto di Conima
Il distretto di Conima è uno dei quattro distretti della provincia di Moho, in Perù. Si trova nella regione di Puno e si estende su una superficie di 72,95 chilometri quadrati.

Istituito il 2 maggio 1854, ha per capitale la città di Conima; nel censimento 2005 si contava una popolazione di 4.177 unità.